# Strombomonas eurystoma
Strombomonas eurystoma is een soort in de taxonomische indeling van de Euglenozoa. Deze micro-organismen zijn eencellig en meestal rond de 15-40 mm groot. Het organisme komt uit het geslacht Strombomonas en behoort tot de familie Euglenaceae. Strombomonas eurystoma werd in 1966 ontdekt door T.G. Popova.